# Balmoral (Nouveau-Brunswick)
Pour l’article homonyme, voir Balmoral.
Balmoral est est un ancien village du Nouveau-Brunswick, au Canada. Il fait partie du village de Bois-Joli depuis la réforme de la gouvernance locale du 1er janvier 2023.

## Géographie

### Situation
Balmoral est situé dans le comté de Restigouche, dans le nord de la province canadienne du Nouveau-Brunswick, près de la frontière du Québec (Gaspésie). La ville se trouve à près de 25 kilomètres de route au sud-est de Campbellton.
Traversé par une rue principale (l'avenue des Pionniers) de 16 kilomètres, Balmoral est reconnu comme étant le plus long village du Nouveau-Brunswick. Balmoral a une superficie de 43,51 kilomètres carrés.
Le village est accessible par la route 275, permettant de rejoindre la route 17 à l'ouest et la route 11 à l'ouest comme à l'est. Il n'y a pas de transport en commun à Balmoral mais la gare de Campbellton et l'aéroport de Charlo sont situés à proximité.
Balmoral est généralement considérée comme faisant partie de l'Acadie.

### Géomorphologie
Installé à l'entrée d'une forêt, Balmoral voit son altitude augmenter en direction de l'ouest, où les collines deviennent des montagnes et où le relief est plus accidenté.

### Hydrographie
Le village de Balmoral n'est pas caractérisé par un cours d'eau en particulier. Toutefois, la presque totalité des petits cours d'eau qui surplombent son terrain se jettent dans la rivière Eel.

### Logement
Le village comptait 692 logements privés en 2006, dont 650 occupés par des résidents habituels. Parmi ces logements, 90,8 % sont individuels, 1,5 % sont jumelés, 0,0 % sont en rangée, 0,0 % sont des appartements ou duplex et 5,4 % sont des immeubles de moins de cinq étages. Enfin, 2,3 % des logements entrent dans la catégorie autres, tels que les maisons-mobiles. 86,2 % des logements sont possédés alors que 13,8 % sont loués. 80,0 % ont été construits avant 1986 et 8,5 % ont besoin de réparations majeures. Les logements comptent en moyenne 6,2 pièces et 1,5 % des logements comptent plus d'une personne habitant par pièce. Les logements possédés ont une valeur moyenne de 70 399 $, comparativement à 119 549 $ pour la province.

## Histoire

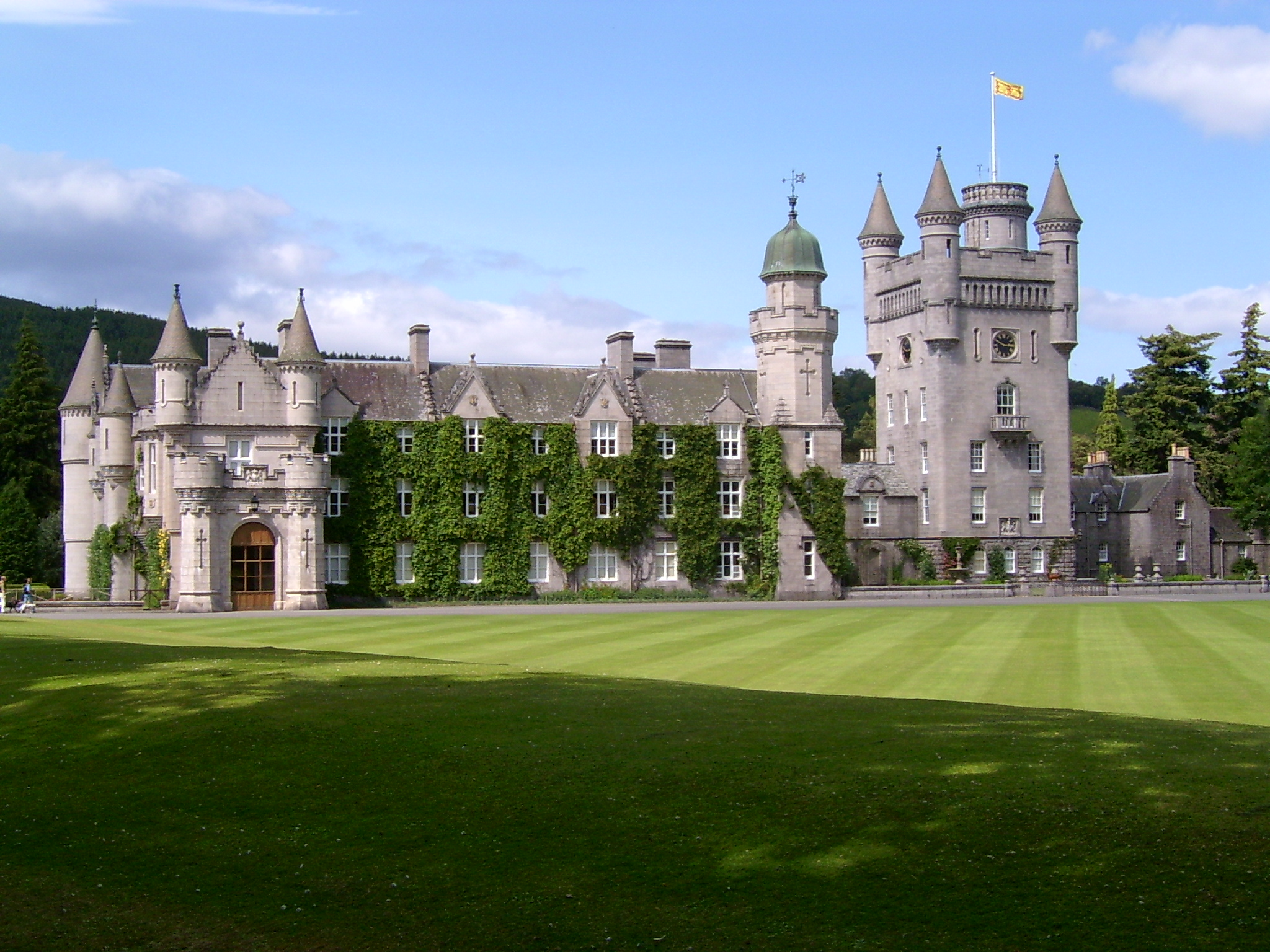
Le château de Balmoral, en Écosse.

Balmoral est situé dans le territoire historique des Micmacs, plus précisément dans le district de Gespegeoag, qui comprend le littoral de la baie des Chaleurs. Ce territoire était revendiqué d'abord par les Iroquois et ensuite seulement par les Mohawks. Le territoire, resté à l'écart de la colonisation de la région, accueille ses premiers habitants permanents, des Acadiens, Écossais et Anglais, vers les années 1850. Le village est ainsi nommé en l'honneur du célèbre château écossais de la famille royale. Le village est divisé en plusieurs centaines de concessions en 1856. L'implantation de la Free Grants Act (Loi sur concessions gratuites) en 1874 provoque l'arrivée de nombreux autres colons. Un premier bureau de poste est fondé en 1875.
La plupart des Écossais et Anglais quittent avant la fin du XIXe siècle, rendant la localité majoritairement acadienne, francophone et catholique. La paroisse catholique est d'ailleurs érigée en 1860.
En 1898, Balmoral compte deux magasins, un hôtel ainsi que deux moulins à bois et à bardeaux. L'agriculture domine toutefois l'économie jusqu'au milieu du XXe siècle pour laisser place à l'exploitation forestière.
Balmoral est constitué en municipalité le 25 octobre 1972. Balmoral accueille la XXVe finale des Jeux de l'Acadie en 2004, conjointement avec Charlo et Eel River Crossing.
En 2009, la Caisse populaire de Balmoral fusionne avec les caisses de Campbellton, Atholville, Val-d'Amours, Charlo, Eel River Crossing et Kedgwick pour former la Caisse populaire Restigouche. Puis, en 2016, cette Caisse s'est aussi fusionnée avec toutes les autres caisses populaires francophones de la province pour devenir la Caisse populaire Acadienne, dont le nom commercial est devenu UNI.
L'école Domaine-des-Copains, comme deux autres écoles des environs, ferme ses portes en janvier 2012 pour être remplacée par l'école La Mosaïque du Nord.

## Démographie
(juillet 2016).
Le village comptait 1706 habitants en 2006, soit une baisse de 7,1 % en 5 ans. Il y avait alors en tout 655 ménages dont 530 familles. Les ménages comptaient en moyenne 2,6 personnes tandis que les familles comptaient en moyenne 2,8 personnes. Les ménages étaient composés de couples avec enfants dans 31,3 % des cas, de couples sans enfants dans 35,1 % des cas et de personnes seules dans 16,0 % des cas alors que 16,0 % des ménages entraient dans la catégorie autres (familles monoparentales, colocataires, etc.). 72,6 % des familles comptaient un couple marié, 12,3 % comptaient un couple en union libre et 15,1 % étaient monoparentale. Dans ces dernières, une femme était le parent dans 68,8 % des cas. L'âge médian était de 41,6 ans, comparativement à 41,5 ans pour la province. 84,5 % de la population était âgée de plus de 15 ans, comparativement à 83,8 % pour la province. Les femmes représentaient 49,3 % de la population, comparativement à 51,3 % pour la province. Chez les plus de 15 ans, 30,7 % étaient célibataires, 55,4 % étaient mariés, 3,8 % étaient séparés, 4,9 % étaient divorcés et 5,6 % étaient veufs. De plus, 10,4 % vivaient en union libre.
Environ 95 % de cette population est de langue française.
| 1981  | 1986  | 1991  | 1996  | 2001  | 2006  | 2011  | 2016  |
| ----- | ----- | ----- | ----- | ----- | ----- | ----- | ----- |
| 1 823 | 1 969 | 1 949 | 1 975 | 1 836 | 1 706 | 1 719 | 1 674 |

| 2021  | - | - | - | - | - | - | - |
| ----- | - | - | - | - | - | - | - |
| 1 603 | - | - | - | - | - | - | - |

## Administration
(juillet 2016).
Le Village de Balmoral compte sur le personnel permanent suivant :
```
    Directeur général                   Marie-Claude Keeley
    Directeur des travaux publics       Pierre Levesque
    Trésorière                          Jessica Levesque
    Secrétaire                          Danielle Hachey
    Agente Culturelle                   Caroline Bélanger
    Technicien travaux publics          Patrick Pelletier
    Maintenance                         Guy LeBlanc
    Conducteur pour le camion à vidange Robert Carrier
    Employé du Centre Communautaire     Annette Savoie
```

### Conseil municipal
Le conseil municipal est formé d'un maire et de cinq conseillers.
Tous le conseil municipal précédent est élu par acclamation le 12 mai 2008, excepté un siège laissé vacant. Aline McIntyre est ensuite élue par acclamation lors de l'élection partielle du 23 juin 2008. À la suite de la démission d'un conseiller, une autre élection partielle est organisée le 24 novembre de la même année mais il n'y a pas de candidats. Aline McIntyre a ensuite démissionné et Shelly Grimes a été élue par acclamation lors de l'élection partielle de 2009.
Le conseil municipal actuel est élu lors de l'élection quadriennale du 10 mai 2016.
Conseil municipal actuel
| Mandat      | Fonctions            | Nom(s)                                                                                           |
| ----------- | -------------------- | ------------------------------------------------------------------------------------------------ |
| 2012 - 2016 | Maire                | Charles Bernard                                                                                  |
| 2012 - 2016 | Conseillers généraux | Guy J. Landry, Donald Savoie, Jean-Paul Bélanger, Claude F. Arseneault, Josée (Dou Dou) Lévesque |

Anciens conseils municipaux
| Mandat      | Fonctions            | Nom(s)                                                                         |
| ----------- | -------------------- | ------------------------------------------------------------------------------ |
| 2008 - 2012 | Maire                | Hébert D. Arseneault                                                           |
| 2008 - 2012 | Conseillers généraux | Claude F. Arsenault, Guy Landry, Albert Lévesque, Donald Savoie, Shelly Grimes |

|  | Indépendant | 1972-1982     | Lauréat Drapeau,     |
|  | Indépendant | 1982-1986     | André Pelletier      |
|  | Indépendant | 1986-1992     | Hébert D. Arseneault |
|  | Indépendant | 1992-1999     | Charles Bernard      |
|  | Indépendant | 1999-2001     | Lucien Diotte        |
|  | Indépendant | 2001-2012     | Hébert D. Arseneault |
|  | Indépendant | 2012-en cours | Charles Bernard      |

### Commission de services régionaux
Balmoral fait partie de la Région 2, une commission de services régionaux (CSR) devant commencer officiellement ses activités le 1er janvier 2013. Balmoral est représenté au conseil par son maire. Les services obligatoirement offerts par les CSR sont l'aménagement régional, la gestion des déchets solides, la planification des mesures d'urgence ainsi que la collaboration en matière de services de police, la planification et le partage des coûts des infrastructures régionales de sport, de loisirs et de culture; d'autres services pourraient s'ajouter à cette liste.

### Représentation
Balmoral est membre de l'Association francophone des municipalités du Nouveau-Brunswick.
 Nouveau-Brunswick: Balmoral fait partie de la circonscription de Restigouche-Ouest, qui est représentée à l'Assemblée législative du Nouveau-Brunswick par Gilles Lepage, du parti libéral. Il fut élu en 2014.
 Canada: Balmoral fait partie de la circonscription fédérale de Madawaska—Restigouche, qui est représentée à la Chambre des communes du Canada par René Arseneault, du Parti libéral. Il fut élu lors des Élections fédérales canadiennes de 2015.

## Économie
Balmoral possède une scierie mais une grande partie de la population travaille dans l'industrie minière et forestière des localités voisines. Quelques initiatives encourageantes soulèvent aussi quelques espoirs du côté du tourisme d'hiver, notamment grâce aux nombreux sentiers de motoneige qui entourent et traversent la municipalité.
Balmoral compte près de 90 PME réparties sur son territoire. ALPA Équipement est l'une des plus grandes entreprises de la région, avec 75 employés ; l'entreprise entretient, répare, modifie et fabrique des pièces et des équipements de foresterie et de construction.
Entreprise Restigouche a la responsabilité du développement économique.

## Vivre à Balmoral

### Éducation
Balmoral fait partie du sous-district 2 du district scolaire Francophone Nord-Est. Une nouvelle école élémentaire régionale a ouvert ses portes en 2011 : l'école La Mosaïque du Nord, inaugurée officiellement le 12 janvier 2012. Les élèves de la 9e à la 12e année, quant à eux, fréquentent l'école Aux quatre vents, à Dalhousie. Les quelques élèves anglophones du village fréquentent généralement les écoles anglophones de Dalhousie.

### Santé et sécurité
Balmoral possède une caserne de pompiers. Le détachement de la Gendarmerie royale du Canada le plus proche est à Dalhousie. Cette ville dispose du Centre de santé communautaire Saint-Joseph et d'un poste d'Ambulance Nouveau-Brunswick.

### Sport et loisirs
Balmoral compte deux terrains de jeux pour enfants, deux terrains de volley-ball, une patinoire extérieure et deux aires de repos. La communauté compte une piste d'athlétisme, trois terrains de tennis et un terrain de soccer situés derrière l'école Domaine des Copains. Le Parc Alfred-Victoria-Desrosiers est également accessible au public. Le Centre communautaire peut accueillir des groupes jusqu'à 350 personnes en plus d'opérer une salle et une ligue de quilles.

### Infrastructures et communications
Balmoral dispose d'un bureau de poste.
Les services d'eau et d'égout sont disponibles sur la majorité du territoire de Balmoral.
La Salle Justin, annexée à l'édifice municipal, a été aménagée afin de stimuler le développement économique et permet aux entrepreneurs d'en bénéficier gratuitement comme lieu de formation, de rencontre et d'échange.
Le Site industriel de Balmoral est parfaitement situé pour les exportateurs désireux d'exploiter la proximité des marchés mondiaux. Près de 300 acres sont encore disponibles pour le développement commercial ou industriel a un prix très compétitif.

### Religion
L'église Saint-Benoît est une église catholique faisant partie du diocèse de Bathurst.

### Médias
Les francophones bénéficient du quotidien L'Acadie nouvelle, publié à Caraquet, ainsi que de l'hebdomadaire L'Étoile, de Campbellton. Les anglophones bénéficient des quotidiens Telegraph-Journal, publié à Saint-Jean ainsi que de l'hebdomadaire Campbellton Tribune, de Campbellton.

## Culture

### Langues
Selon la Loi sur les langues officielles, Balmoral est officiellement francophone puisque moins de 20 % de la population parle l'anglais.

### Personnalités
Fier de ses racines acadiennes et francophones, Balmoral a produit plusieurs artistes dont la plus connue est Lorraine (Arseneault) Diotte, surnommée la Bolduc acadienne. Les chanteurs Robert Allard (décédé le 22 novembre 2009) et René Arseneault ainsi que l'auteur et conteur Florian Levesque (décédé le 23 mars 2012) ont aussi fait rayonner leur village à l'extérieur de ses frontières. C'est aussi un citoyen de Balmoral, Jean-Luc Bélanger, qui lança l'idée, à fin des années 1970, d'un grand rassemblement de la jeunesse sportive acadienne, les Jeux de l'Acadie.
C'est aussi à Balmoral que sont situés les studios de la radio communautaire locale, Radio Restigouche (CIMS FM 103,9 et 96,7), qui est entrée en ondes le 19 septembre 1994.
Annuellement, le Festival de la Truite a lieu au début juin offrant une multitude d'activités pour toute la famille.
L'engagement bénévole contribue grandement au développement à Balmoral grâce aux organismes communautaires tels l'Association de développement économique de Balmoral, l'Association régionale de soccer, la Brigade d'incendie, le Centre communautaire, les Chevaliers de Colomb, la Chorale Saint-Benoît, le Club d'aviation téléguidée, le Club du Bel Âge, le Comité de l'Arbre de l'Espoir, les Comités de parents, les Comités paroissiaux, le Festival de la Truite, les Filles d'Isabelle, la Place Colombienne et le Village de Balmoral.

#### Ouvrages généraux
- (en) William F. Ganong, A Monograph of the Origins of the Settlements in New Brunswick, Ottawa, J. Hope, 1904, 185 p.
- (en) Alan Rayburn, Geographical Names of New Brunswick, Ottawa, Énergie, Mines et Ressources Canada, 1975

#### Ouvrages spécialisés
- Florian Levesque, Balmoral : une communauté qui se prend en main, Balmoral, Municipalité de Balmoral, 1997, 200 p. (ISBN 0-9682398-0-3)